# Xiangxi (sockenhuvudort i Kina, Jiangxi Sheng, lat 29,24, long 116,55)
Xiangxi är en sockenhuvudort i Kina. Den ligger i provinsen Jiangxi, i den sydöstra delen av landet, omkring 90 kilometer nordost om provinshuvudstaden Nanchang. Antalet invånare är 21 862. Befolkningen består av 11 848 kvinnor och 10 014 män. Barn under 15 år utgör 25,0 %, vuxna 15-64 år 68 %, och äldre över 65 år 6,0 %.
Runt Xiangxi är det ganska tätbefolkat, med 248 invånare per kvadratkilometer. Närmaste större samhälle är Youdunjie, 17,4 km nordost om Xiangxi. 
Genomsnittlig årsnederbörd är 2 232 millimeter. Den regnigaste månaden är juni, med i genomsnitt 350 mm nederbörd, och den torraste är oktober, med 55 mm nederbörd.